# Henrique Araújo
Henrique Luís de Brito Araújo (Arcos de Valdevez, 1954) é um magistrado português, antigo presidente do Supremo Tribunal de Justiça.

## Biografia
Formou-se em Direito pela Universidade de Coimbra em 1978 e frequentou o curso do Centro de Estudos Judiciários de 1982 a 1984. Começou a carreira de magistrado como estagiário em Famalicão, a que se seguiram os tribunais de Amares e Paredes, já como juiz de Direito.
Foi juiz no Tribunal da Relação do Porto entre 2002 e 2017 e foi deste presidente dois anos, a partir de 2015.
Subiu a juiz conselheiro do Supremo Tribunal de Justiça em 2017, tribunal a que presidiu entre 2021 e 2024.
Integrou o Conselho Superior da Magistratura entre 2007 e 2010, como vogal, e, entre 2021 e 2024, como presidente, por inerência do cargo que ocupava no Supremo Tribunal de Justiça. Entre 2022 e 2024, recusou viver na casa de função destinada ao presidente do Supremo Tribunal de Justiça, levando o Estado a despender 2500 euros mensais pelo arrendamento de um apartamento para Henrique Araújo viver.
A 6 de junho de 2024, foi agraciado com o grau de Grã-Cruz da Ordem Militar de Cristo.